# Dunstable
Dunstable är en stad och civil parish i grevskapet Bedfordshire i England. Staden ligger i distriktet Central Bedfordshire, strax väster om Luton. Tätortsdelen (built-up area sub division) Dunstable hade 30 184 invånare vid folkräkningen år 2011.
Staden ligger vid den forntida romerska vägen Watling Street, som nu är A5. Under romersk tid kallades staden Durocobrivis. Dunstable var en av de platser där Edvard I av England lät resa ett Eleanorkors efter sin maka Eleonora av Kastilien, detta finns dock inte längre kvar.